# 趙天錫
赵天锡（1189年—1238年），蒙古帝国将领，字受之，金朝冠氏（今山东冠县）人。
金朝大安末年，他进献粮粟劳军，被补任修武校尉，监洺水县酒。1221年，归附东平严实，投靠蒙古。跟随蒙古人攻打潞州上党，有功，被任命为冠氏县令、元帅左都监。1224年，率部跟随蒙古军在大名、真定击败依附南宋的彭义斌，被授为左副元帅、同知大名路兵马都总管事。又击败李全。1233年，窝阔台授任他为行军千户。1238年，攻打南宋，驻兵蕲州、黄州之间。因病还乡，后在冠氏病故。其子六人，趙賁亨嗣位。